# Graham Rahal

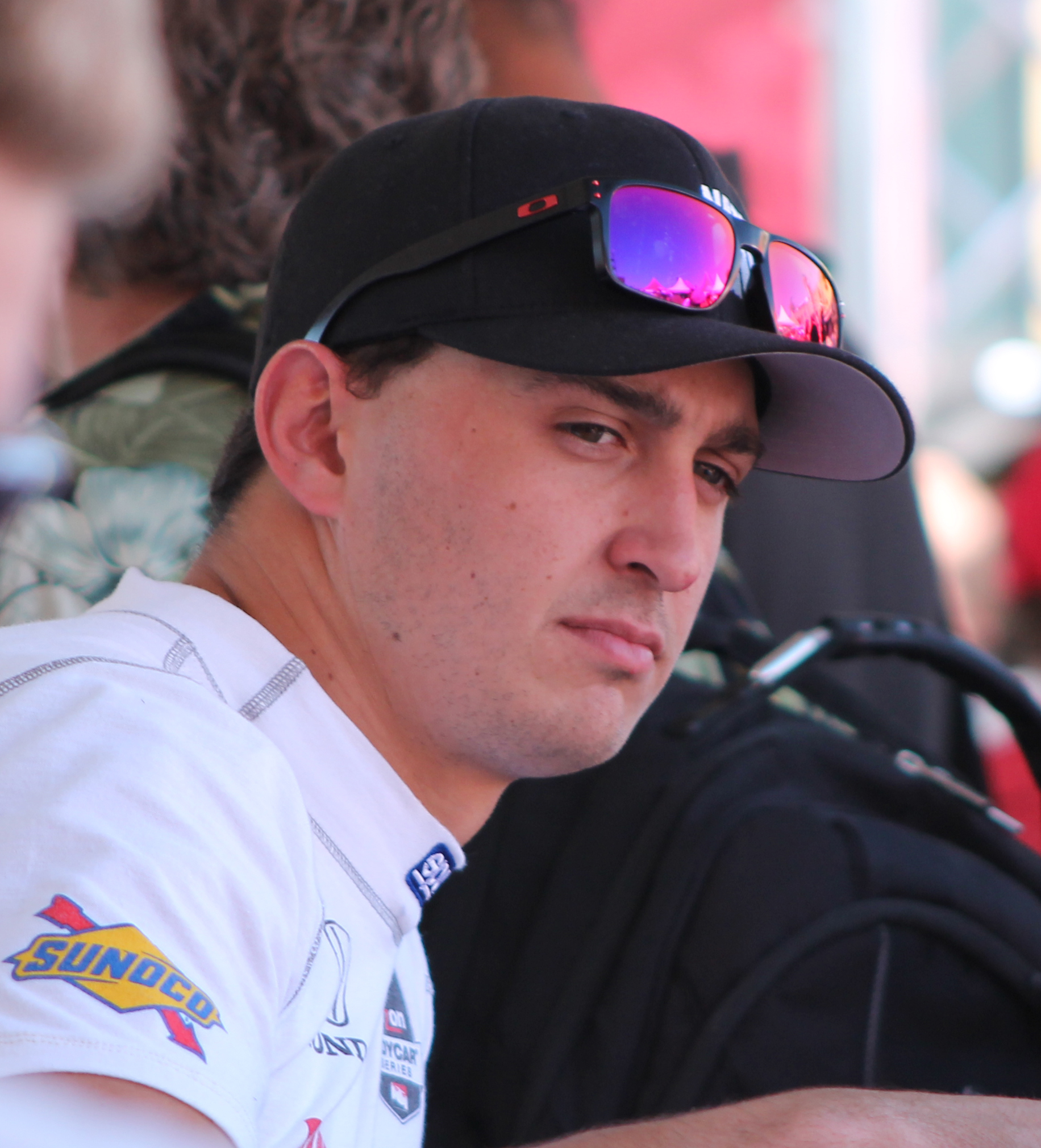
Graham Rahal, 2014

Graham Rahal, (n. 4 ianuarie 1989, Columbus, Ohio, Statele Unite ale Americii) este un pilot de curse care participă în IndyCar din sezonul 2008. Graham Rahal este fiul lui Bobby Rahal care a concurat în Campionatul Mondial de Formula 1 în sezonul 1978 și câștigat de mai multe ori titluri de campion în competițiile americane.

## Cariera în IndyCar
| Sezon | Echipă                                                                                         | Puncte | Loc clasament general |
| ----- | ---------------------------------------------------------------------------------------------- | ------ | --------------------- |
| 2008  | Newman/Haas/Lanigan Racing                                                                     | 288    | 17                    |
| 2009  | Newman/Haas/Lanigan Racing                                                                     | 385    | 7                     |
| 2010  | Sarah Fisher Racing Rahal Letterman Racing Dreyer & Reinbold Racing Newman/Haas/Lanigan Racing | 235    | 20                    |
| 2011  | Chip Ganassi Racing                                                                            | 320    | 9                     |
| 2012  | Chip Ganassi Racing                                                                            | 333    | 10                    |
| 2013  | Rahal Letterman Lanigan Racing                                                                 | 319    | 18                    |